# Limenitis ixia
Limenitis ixia är en fjärilsart som beskrevs av Felder 1867. Limenitis ixia ingår i släktet Limenitis och familjen praktfjärilar. Inga underarter finns listade i Catalogue of Life.